# Ordinador personal

Un ordinador personal de sobretaula i els seus perifèrics
1. Escàner
2. CPU (Microprocessador)
3. Emmagatzemament primari (RAM)
4. Targeta d'expansió (targeta gràfica, etc.)
5. Font d'alimentació
6. Unitat de Disc òptic
7. Emmagatzemament secundari (Disc dur)
8. Placa base
9. Altaveus
10. Monitor
11. Sistema operatiu
12. Programari
13. Teclat
14. Ratolí
15. Disc dur extern
16. Impressora

Un ordinador personal (Personal Computer, en anglès) és qualsevol ordinador amb un preu, mida, i possibilitats que el fan útil per a persones individuals, i que està pensat per ser operat directament per l'usuari final, sense intervenció de cap operador/a.
El terme ordinador personal ja existia abans de l'aparició de l'IBM Personal Computer el 1981. Però el gran èxit que aquest microordinador tingué feu que el terme es popularitzés i que es passés a associar la paraula Personal Computer amb qualsevol microordinador compatible amb l'IBM PC.
Avui dia un ordinador personal pot ésser un ordinador de sobretaula, un portàtil, o un Tablet PC.
Si bé els primers propietaris de PC havien d'escriure els seus propis programes per fer alguna cosa útil amb les màquines, els usuaris d'avui tenen accés a una àmplia gamma de programari comercial i no comercial. Des de la dècada de 1980, Microsoft i Intel han dominat gran part del mercat de les computadores personals, en primer lloc amb MS-DOS i després amb la plataforma Wintel.
Els sistemes operatius més comuns són el Microsoft Windows, el Mac OS i Linux, mentre que els processadors més comuns són els de la família X86 o compatibles. Les aplicacions programari dels ordinadors personals inclouen els processadors de texts, fulls de càlcul, base de dades, videojocs, i una multitud molt variada de programes de "productivitat" o de propòsits específics. Els ordinadors personals moderns normalment disposen de connexió a internet a alta velocitat, permetent l'accés a la World Wide Web i a un espectre molt ampli de tota mena de recursos.

## Història
La primera generació de microordinadors també es coneixien com a ordinadors domèstics.
L'ús més antic que es coneix del terme "ordinador personal" va aparèixer a la revista New Scientist el 1964, en una sèrie d'articles anomenats "El món del 1984". En un article titulat The Banishment of Paper Work, Arthur L. Samuel, del Centre d'Investigació Watson d'IBM va escriure "Fins que no sigui viable obtenir una educació a casa, a través del nostre ordinador personal, la naturalesa humana no haurà canviat".
La primera generació de microordinadors que es va començar a fabricar als anys setanta eren molt menys polifacètics i potents que els ordinadors de les empreses d'aleshores, i en general eren usats pels entusiastes de la informàtica o per jugar. Va ser el llançament del full de càlcul VisiCalc, en principi per Apple II i després per l'IBM PC, la veritable aplicació triomfadora que va convertir el microordinador en una eina de feina. El baix cost dels ordinadors personals els va fer adquirir una gran popularitat tant per les famílies com pels treballadors dels anys vuitanta.
Als anys noranta la potència dels ordinadors personals va augmentar molt, esborrant la frontera desfasada que hi havia entre els ordinadors personals i els ordinadors de diversos usuaris com els ordinadors centrals. Avui en dia els ordinadors de gamma alta es distingeixen dels ordinadors personals per la seva major fiabilitat o la seva major habilitat per realitzar multitasques i no per la potència de la CPU.
La majoria dels ordinadors personals utilitzen una arquitectura de suport físic compatible amb el PC d'IBM, utilitzant processadors compatibles amb x86 realitzats per Intel, AMD o Cyrix.
La paraula ordinador personal va sortir amb la segona generació d'ordinadors d'escriptori, que es van incorporar al mercat el 1977 i van arribar a ser d'ús comú durant els anys 80.

## Preu mitjà de venda
Els preus de venda d'ordinadors personals, a diferència dels productes bàsics de consum, cada vegada es va reduir a causa de menors costos de producció i fabricació. Les capacitats dels ordinadors també es van incrementar. El 1975, un equip d'Altair es va vendre al voltant de $400, però requeria als clients per soldar els components en les plaques de circuits, perifèrics necessaris per interaccionar amb el sistema en forma alfanumèrica en lloc de llums parpellejants, tot plegat resultava afegir uns $2000 més, i el sistema resultant era només d'ús per als aficionats.
El 1981, van sortir al mercat l'equip d'Osborne i el seu competidor Kaypro amb un preu de $1.795, aquests sistemes només mostraven text i el seu emmagatzematge només era possible amb disquets. El 1982, Michael Dell va assenyalar que un sistema de computadors personals compatibles amb IBM costaria uns $3.000, però es va fabricar a un cost de $600 per la compra dels components. El marge brut de benefici típic d'una unitat informàtica era d'uns 1000 dòlars. El valor total de compres d'ordinadors personals als EUA el 1983 va ser aproximadament de $4.000.000, comparable a les vendes totals d'aliments per a mascotes. Cap a la fi de 1998, el preu mitjà de venda dels sistemes d'ordinador personal als Estats Units havia caigut per sota de $1000.
Per als sistemes Microsoft Windows, el preu de venda mitjana (ASP) va mostrar una disminució en 2008-2009, possiblement a causa dels ordinadors personals ultraportàtils de baix cost, aconseguint $569 per a equips d'escriptori i $689 per a ordinadors portàtils a les botigues dels EUA a l'agost de 2008. El 2009, l'ASP havia caigut més de $533 per a equips d'escriptori i de $602 per a portàtils de gener i fins a $540 i $560 al febrer. Segons la firma d'investigació NPD, el preu mitjà de venda de totes les PC portàtil amb Windows es reduí de $659 en octubre 2008 a $519 l'octubre de 2009.

## Programari
Programari (software en anglès) és una paraula que generalment s'utilitza per descriure una col·lecció de programes informàtics, precediments i documentació que realitza alguns treballs en el sistema d'un equip. El significat de la paraula també inclou programari d'aplicació, com els processadors de text, que realitzen feines productives per als usuaris, programari de sistema, com els sistemes operatius, que la interfície amb el maquinari proporcionen els serveis necessaris, i el programari intermediari que controla i coordina sistemes distribuïts.
Hi ha dos tipus de programari el lliure i el de pagament, el lliure és el que aporten les empreses en què no es destina cap despesa econòmica en el client, en canvi, el de pagament és tot el contrari.

### Sistema operatiu
El sistema operatiu (SO) s'encarrega d'administrar els recursos de l'equip, i proporciona als programadors una interfície per accedir als recursos. El sistema operatiu processa les dades del sistemes i les entrades per l'usuari i respon mitjançant una assignació i administració de les funcions i recursos del sistema intern. S'encarrega de realitzar les funcions bàsiques com la memòria, la prioritat dels processos, control d'entrada i sortida i els seus dispositius.
Sistemes operatius d'escriptori contemporanis comuns són Microsoft Windows (90,65% de participació en el mercat), Mac OS X (7%) (0,95%) de Linux, Solaris I freeBSD. Windows, Mac y Linux tenen servidor i variants personals. Amb l'excepció de Microsoft Windows, els dissenys de cada un dels sistemes operatius mencionats anteriorment van ser inspirats, o directament heretats, pel sistema operatiu UNIX. Aquest va ser desenvolupat en els laboratoris Bell a la fi de la dècada dels anys 60 i propicia el desenvolupament de nombrosos sistemes operatius lliures com propietaris.
Microsoft Windows
Article principal: Microsoft Windows
Microsoft Windows és el nom de marca col·lectiu de diversos sistemes operatius de Microsoft. El novembre de 1985, la marca va introduir per primera vegada un entorn operatiu anomenat Windows com a complement per MS-DOS com a resposta al creixent interès en les interfícies gràfiques d'usuari (GUI). La versió més recent de client de Windows és Windows 10 (disponible desde el 29 de juliol de 2015) i Windows Server 2008 R2, que va ser llençat al mercat el 17 d'octubre de 2012. 

#### GNU/Linux
Article principal: GNU/Linux
GNU/Linux és una família de sistemes operatius com UNIX. Linux és un dels exemples més prominents de programari lliure i desenvolupament de codi obert: normalment tot el codi Font pot ser lliurement modificat, utilitzat i redistribuït per qualsevol persona. El nom “Linux” prové del nucli de Linux, començat en 1991 per Linus Torvalds. Les utilitats i biblioteques del sistema generalment venen des del sistema operatiu GNU, anunciat en 1983 per Richard Stallman, La contribució de GNU és la base pel nom alternatiu de GNU/Linux. 
MacOS
article principal: MacOS
MacOS és una línia de sistemes operatius de gràfiques desenvolupats, comercialitzats i venuts per Apple Inc. MacOS és el successor de l'original Mac OS Classic, que havia estat el sistema operatiu principal d'Apple des de 1984. A diferència de Mac OS Classic, macOS és un sistema operatiu basat en UNIX. La versió més recent d'macOS és macOS Serra.